# Torneo di Wimbledon 1960
Il Torneo di Wimbledon 1960 è stata la 74ª edizione del Torneo di Wimbledon e terza prova stagionale dello Slam per il 1960.
Si è giocato sui campi in erba dell'All England Lawn Tennis and Croquet Club di Wimbledon a Londra, in Gran Bretagna.

## Campioni

### Senior

#### Singolare maschile
Neale Fraser ha battuto in finale  Rod Laver con il punteggio di 6–4, 3–6, 9–7, 7–5.

#### Singolare femminile
Maria Bueno ha battuto in finale  Sandra Reynolds Price con il punteggio di 8–6, 6–0.

#### Doppio maschile
Rafael Osuna /  Dennis Ralston hanno battuto in finale  Mike Davies /  Bobby Wilson con il punteggio di 7–5, 6–3, 10-8.

#### Doppio femminile
Maria Bueno /  Darlene Hard hanno battuto in finale  Sandra Reynolds Price /  Renee Schuurman con il punteggio di 6–4, 6–0.

#### Doppio misto
Darlene Hard /  Rod Laver hanno battuto in finale  Maria Bueno /  Robert Howe con il punteggio di 13–11, 3–6, 8-6.

### Junior

#### Singolare ragazzi
Rod Mandelstam ha sconfitto in finale  Jaidip Mukerjea con il punteggio di 1–6, 8–6, 6–4.

#### Singolare ragazze
Karen Hantze Susman ha sconfitto in finale  Lynne Nette con il punteggio di 6–4, 6–4.